# 威克洛山脈國家公園
威克洛山脈國家公園（英語：Wicklow Mountains National Park）是愛爾蘭共和國的一處國家公園，面積204.8-平方（50,600-英畝），是愛爾蘭的六處國家公園之一。威克洛山脈國家公園位於都柏林南部，距都柏林不遠，是許多都柏林市民熱愛的旅遊景點。威克洛山脈國家公園內的主要史跡是格倫達洛。

## 外部連結
- National Parks & Wildlife Service of Ireland（页面存档备份，存于）
- Wicklow Mountains National Park（页面存档备份，存于）